# سد جابلانیتسا
سد جابلانیتسا (به لاتین: Jablanica Dam) یک سد در بوسنی و هرزگوین است که در یابلانیتسا (بوسنی و هرزگوین) واقع شده‌است.